# Mamirolle
Mamirolle é uma comuna francesa na região administrativa de Borgonha-Franco-Condado, no departamento de Doubs. Estende-se por uma área de 11,49 km². Em 2010 a comuna tinha 1 794 habitantes (densidade: 156,1 hab./km²).